# بارمبک
بارمبک (به آلمانی: Barmbek) یک منطقهٔ مسکونی در آلمان است که در هامبورگ واقع شده ‌است.